# Authevernes
Authevernes – miejscowość i gmina we Francji, w regionie Normandia, w departamencie Eure.
Według danych na rok 1990 gminę zamieszkiwały 273 osoby, a gęstość zaludnienia wynosiła 33 osoby/km² (wśród 1421 gmin Górnej Normandii Authevernes plasuje się na 636. miejscu pod względem liczby ludności, natomiast pod względem powierzchni na miejscu 447.).